# 匹配剪辑
匹配剪辑（英語：match cut）是电影剪辑中用于两个场景镜头间过渡的一种转场技巧，通过相似的动作、图形、色彩等匹配衔接两个镜头，以实现连贯、流畅的叙事。与此相对的剪辑技巧称为跳格剪辑。
斯坦利·库布里克导演的《2001太空漫游》中的开场镜头是匹配剪辑的经典案例。其中前一场景的最后镜头是史前猿人将骨头抛到半空中。而当其落下时，库布里克在此插入了一个匹配剪辑，骨头变成了下一场景中在太空中遨游的宇宙飞船。骨头的形状、方向等与宇宙飞船相似，形成了完美的衔接。同时，两者都是人类的工具，这一匹配剪辑巧妙地表现了从史前时代到太空时代人类使用工具的进化史。
另一匹配剪辑的精彩案例出现在《阿拉伯的劳伦斯》中。其中导演大卫·利恩将劳伦斯吹灭火柴的镜头与沙漠日出的镜头相匹配，通过色彩的相似形成了一个匹配剪辑，并以此将劳伦斯的命运与沙漠联系在了一起。斯蒂芬·斯皮尔伯格对此剪辑亦盛赞有佳。